# Миргород (збірка)
«Миргород» або «Мірґород» (1835) — збірка повістей Миколи Васильовича Гоголя, що позиціонується як продовження збірки «Вечорів на хуторі біля Диканьки».
Повісті цієї збірки базуються на українському фольклорі та є взаємопов'язаними. Вважається, що прототипами декотрих персонажів стали родичі Гоголя та люди, з котрими він познайомився під час проживання в Україні. У цій збірці, на відміну від «Вечорів на хуторі біля Диканьки», де був Рудий Панько, немає єдиного «видавця», який би закінчив цикл повістей.
Хоча повісті взаємопов'язані, їх можна читати окремо, без втрати змісту певного твору. Збірка «Миргород» була надрукована у двох томах, по дві повісті в кожному томі.

## Зміст збірки
Частина перша
1. «Старосвітські поміщики»
2. «Тарас Бульба»

Частина друга
1. «Вій»
2. «Повість про те, як посварився Іван Іванович з Іваном Никифоровичем»